# Vinagora
Vinagora je mjesto u Krapinsko-zagorskoj županiji.

## Stanovništvo
| broj stanovnika | 169   | 187   | 228   | 195   | 176   | 201   | 158   | 137   | 137   | 153   | 126   | 108   | 83    | 75    | 62    | 41    | 32    |
|                 | 1857. | 1869. | 1880. | 1890. | 1900. | 1910. | 1921. | 1931. | 1948. | 1953. | 1961. | 1971. | 1981. | 1991. | 2001. | 2011. | 2021. |

## Zemljopis
Vinagora je malo mjesto u Zagorju, zapadno od Pregrade.

## Poznate osobe
- Drago Bosnar (svećenik)

## Spomenici i znamenitosti
U naselju se nalazi Crkva sv. Marije od pohoda. Ulaz u crkvu je s dvije strane stubama. U unutarnjim arkadama su i kapele sv. Roka i sv. Florjana. Vinagorsku crkvu posvetio je 1713. godine senjski biskup Adam Rattkay. U prijašnjoj crkvi dao je ranobarokni glavni oltar (koji više ne postoji) pozlatiti grof Ladislav Rattkay i žena mu Ivana Leopoldina.